# استروئید موضعی

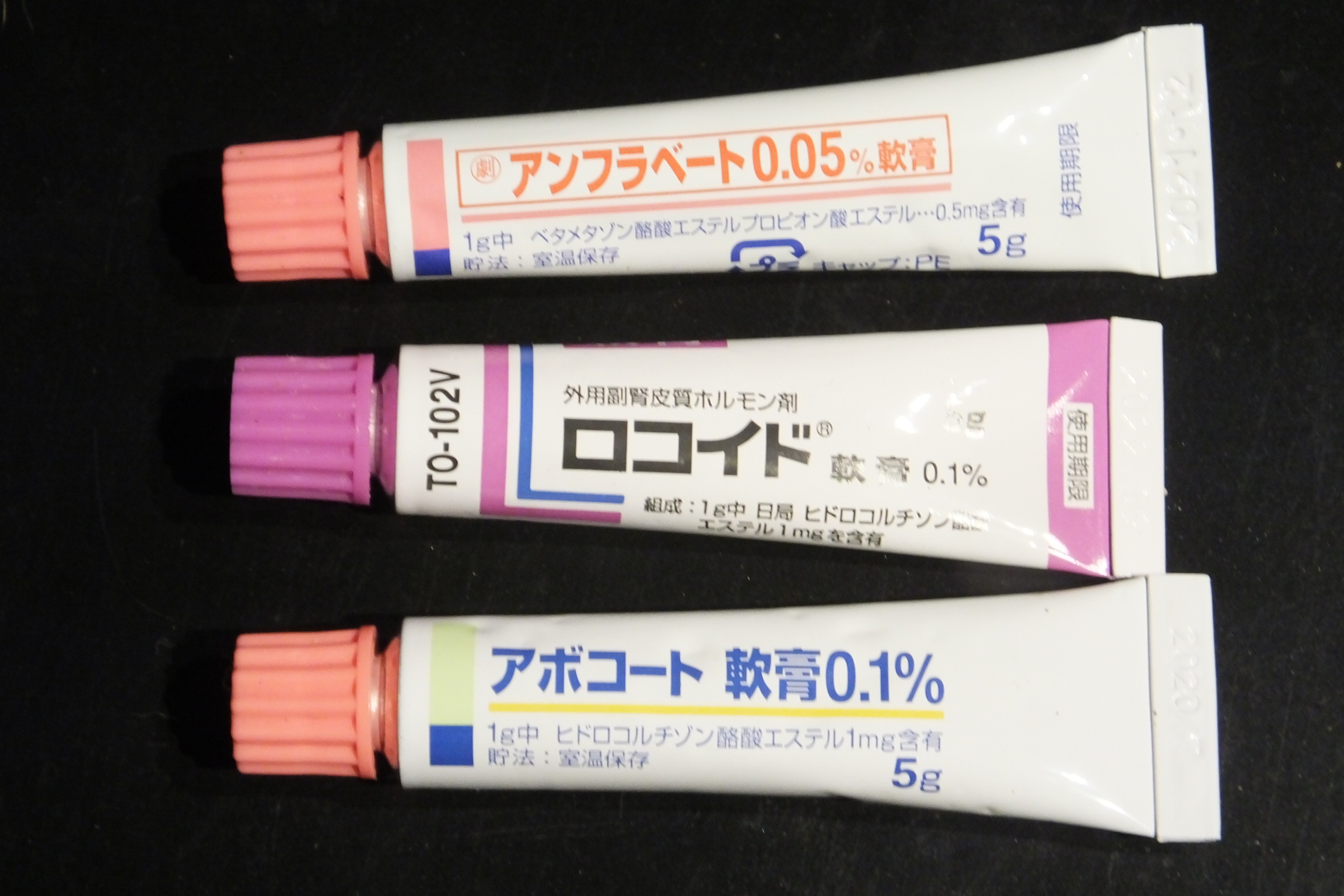
بتامتازون بوتیرات پروپیونات (0.05 mg/ml) و هیدروکورتیزون بوتیرات (0.05 mg/ml)

استروئیدهای موضعی (به انگلیسی: Topical steroids) اشکال موضعی کورتیکواستروئیدها می‌باشد. استروئیدهای موضعی رایج‌ترین داروهای موضعی تجویزی برای درمان راش، اگزما، و درماتیت هستند. استروئیدهای موضعی دارای خواص ضد التهابی بوده، و براساس توانایی آنها در تنگ‌کننده عروق پوست، طبقه‌بندی می‌گردند. محصولات استروئید موضعی متعددی وجود دارند. همه ترکیبات در هر کلاس دارای خواص ضد التهابی یکسان هستند، اما اساساً در مبنای قلیایی و قیمت متفاوت می‌باشند.
در طول دهه گذشته، در خصوص عوارض جانبی و آسیب ناشی از استفادهٔ استروئید موضعی در دراز مدت، به ویژه در مواردی که برای درمان اگزما مورد استفاده قرار گرفته، آگاهی بسیاری کسب شده است.